# Сіддонс (патера)
Сіддонс (патера) — вулканічна кальдера на Венері, оточена лавовими тунелями. Зовнішній діаметр — 64 км, діаметр власне кальдери — 47 км. Розташована на плато Лакшмі, має координати 61,6° пн. ш., 340,6° сх. д.
Дві подібних структури цього ж типу, але більшого розміру, були помічені радаром космічного апарата «Магеллан» на схід від Сіддонс.

## Назва
Названа на честь Сари Сіддонс.